# December 28.
December 28. az év 362. (szökőévben 363.) napja a Gergely-naptár szerint. Az évből még 3 nap van hátra.
Névnapok: Kamilla + Apor, Apród, Ármin, Gáspár, Gazsó, Ince, Rúfusz, Teodor, Teofila, Tódor

## Események

### Politikai események
- 1836 – Mexikó elnyeri függetlenségét Spanyolországtól
- 1846 – Iowa az USA 29. állama lesz
- 1989 – Alexander Dubčeket választják a csehszlovák parlament elnökének
- 2007 – Nepál parlamentje eltörli a királyság államformáját. A köztársaságot mint új államformát, a 2008. áprilisi választás után megalakult nemzetgyűlés is megerősíti.

### Tudományos és gazdasági események
- 1869 – A rágógumi szabadalmaztatása

### Kulturális események
- 1065 – Londonban felszentelik a Westminsteri apátságot
- 1793 – Eszterházy Károly egri püspök megnyitja az általa alapított könyvtárat
- 2004 – Mikroszkóp Színpad előtt felavatták Stremeny Géza szobrászművész „Színház” című bronzszobrát (a köznyelv csak Hofi-szobornak nevezi)

#### Irodalmi, színházi és filmes események
- 1895 – A Lumière testvérek által szervezett első, belépőjegyes mozielőadás („Cinématographe Lumière”) a párizsi Grand Café Indiai Szalonjában
- 1897 – Edmond Rostand Cyrano de Bergerac c. francia drámájának bemutatója
- 1918 – Magyarországon a minisztertanács a szénhiány miatt 1919. január 1-jétől bezáratja a színházakat és a mozikat
- 1973 – Megjelenik Alekszandr Szolzsenyicin: A Gulág szigetvilág c. dokumentumregénye

#### Zenei események
- 1910 – Engelbert Humperdinck operája, a Königskinder bemutatkozik New Yorkban

### Sportesemények
- 1963 –  Formula–1-es dél-afrikai nagydíj, East London - Győztes: Jim Clark (Lotus Climax)

### Egyéb események
- 1908 – Földrengés rázza meg Messina (Szicília) városát. A katasztrófát csak tetézte a rengést követő cunami. Közel százezer halott maradt a romok alatt.

## Születések
- 1716 – Adányi András magyar jezsuita tanár († 1795)
- 1756 – Ányos Pál pálos szerzetes, tanár, költő († 1784)
- 1834 – Stark Adolf kereskedő, szőlész-borász († 1910)
- 1839 – Böhm Pál festőművész († 1905)
- 1856 – Pierre Roques francia tábornok, hadügyminiszter  († 1920)
- 1856 – Thomas Woodrow Wilson az Amerikai Egyesült Államok 28. elnöke († 1924)
- 1860 – Baumhorn Lipót építész († 1932)
- 1861 – Hegyesi Mari magyar színésznő († 1925)
- 1862 – Kemechey Jenő magyar író, újságíró († 1905)
- 1868 – Daniel N. Dunlop skót üzletember, teozófus, antropozófus († 1905)
- 1871 – Frederick Pethick-Lawrence(wd) brit főrend, munkáspárti politikus († 1961)
- 1879 – Mattyók Aladár magyar műépítész, szakíró († 1960)
- 1882 – Sir Arthur Stanley Eddington asztrofizikus († 1944)
- 1885 – Castiglione Henrik magyar filmszakíró, producer, forgatókönyvíró, gazdasági vezető, mozitulajdonos († 1960)
- 1888 – Bánó Iván magyar gazdálkodó, politikus, országgyűlési képviselő († 1961)
- 1891 – Németh Andor író, költő, kritikus († 1953)
- 1896 – Philippe Étancelin francia autóversenyző († 1981)
- 1896 – Andorffy Mária magyar költő, regényíró († 1918)
- 1897 – Ivan Sztyepanovics Konyev a Szovjetunió marsallja, második világháborús hadvezér, a Varsói Szerződés Egyesített Fegyveres Erőinek főparancsnoka († 1973)
- 1899 – Környey Paula magyar színésznő, költő, esszéista, író († 1996)
- 1903 – Mihail Kalatozov szovjet-grúz filmrendező († 1973)
- 1903 – Earl Hines amerikai dzsessz-zongorista, zeneszerző († 1983)
- 1903 – Neumann János amerikai magyar matematikus († 1957)
- 1907 – Erich Mielke keletnémet politikus, állambiztonsági miniszter († 2000)
- 1907 – Roman Palester lengyel zeneszerző († 1989)
- 1909 – David Murray brit autóversenyző († 1973)
- 1910 – Harold Rhodes amerikai zenész, feltaláló († 2000)
- 1913 – Lou Jacobi(wd) kanadai zsidó karakterszínész, filmszínész († 2009)
- 1919 – Xantus Gyula magyar festőművész, egyetemi tanár († 1993)
- 1922 – Stan Lee amerikai író, szerkesztő, a Marvel Comics egykori elnöke († 2018)
- 1923 – Monoszlóy Dezső magyar író, költő († 2012)
- 1926 – Bölöni Kiss István kétszeres Jászai Mari-díjas magyar bábművész, színész († 1982)
- 1928 – Lendvay Kamilló Kossuth-díjas magyar zeneszerző, egyetemi tanár († 2016)
- 1929 – Bori Imre író, irodalomtörténész, kritikus († 2004)
- 1931 – Gáll István Kossuth- és József Attila-díjas magyar író, költő († 1982)
- 1931 – Guy Debord(wd) francia marxista teoretikus, író, filmrendező († 1994)
- 1932 – Nichelle Nichols amerikai színésznő, Nyota Uhura a Star Trekben († 2022)
- 1933 – Fantusz Zsuzsanna asztaliteniszező
- 1934 – Maggie Smith kétszeres Oscar-díjas angol színésznő († 2024)
- 1935 – Filep Tibor sakkozó, történész, újságíró
- 1939 – Balassa Gábor magyar színész († 2004)
- 1939 – Conny Andersson svéd autóversenyző
- 1941 – Sztanyiszlav Galimovics Hazsejev, katonatiszt, a Dnyeszter Menti Moldáv Köztársaság védelmi minisztere
- 1941 – Tordai Teri Kossuth- és Jászai Mari-díjas magyar színésznő, érdemes és kiváló művész
- 1945 – Korcsmáros Péter operaénekes
- 1948 – Mary Weiss(wd) amerikai énekesnő, a The Shangri-Las együttes egyik alapítója
- 1953 – Richard Clayderman francia zongoraművész
- 1954 – Denzel Washington kétszeres Oscar-díjas amerikai filmszínész
- 1955 – Zalavári Béla magyar színész
- 1956 – Nigel Kennedy angol hegedűművész
- 1959 – Lippai László magyar színész (†  2022)
- 1961 – Berzsenyi Zoltán magyar színész
- 1966 – Madaras Ádám világ- és Európa-bajnok magyar öttusázó, párbajtőrvívó
- 1969 – Linus Torvalds finn programozó, szoftverfejlesztő a népszerű, Unix-szerű operációs rendszer, a Linux fejlesztésének elindítója, jelenleg is egyik fő fejlesztője
- 1969 – Neil Papworth Brit informatikus, szoftver-tervező, designer, fejlesztő, ő küldte az első SMS-t 1992. december 3-án az egyik kollégája mobiltelefonjára. "Merry Christmas" volt az üzenet szövege
- 1976 – Joe Manganiello amerikai színész
- 1979 – Daniel Forfang norvég síugró
- 1979 – James Blake amerikai teniszező
- 1980 – Tarsoly Péter magyar földmérő mérnök, geoinformatikai szakmérnök, okleveles geoinformatikus, barlangkutató
- 1981 – Elizabeth Jordan Carr(wd) az első amerikai lombikbébi
- 1983 – Flávia Delaroli(wd) brazil úszónő
- 1984 – Rosir Calderon(wd) kubai röplabdázó
- 1987 – Thomas Dekker amerikai színész
- 1989 – Mackenzie Rosman amerikai színésznő
- 1989 – Salvador Sobral portugál énekes, a 2017-es Eurovíziós Dalfesztivál győztese
- 1990 – Lőrinc Tímea vajdasági magyar színésznő
- 1990 – Szabó Milán magyar biatlonista
- 1991 – Bátori Bence világbajnok magyar válogatott vízilabdázó
- 1992 – Lara van Ruijven világbajnok holland rövidpályás gyorskorcsolyázó († 2020)

## Halálozások
- 1503 – Piero di Lorenzo de' Medici, Firenze ura (* 1471)
- 1622 – Szalézi Szent Ferenc francia teológus, rendalapító, egyházszervező (* 1567)
- 1626 – Zrínyi György, a költő Zrínyi Miklós édesapja (* 1599)
- 1694 – II. (Stuart) Mária, Anglia, Írország és Skócia királynője (* 1664)
- 1703 – II. Musztafa, az Oszmán birodalom 23. szultánja (* 1664)
- 1706 – Pierre Bayle francia író, filozófus (* 1647)
- 1797 – Benkő Mihály református tanár (* 1719)
- 1814 – Benkő József református lelkész, botanikus, történész, nyelvész (* 1740)
- 1824 – Charles Pictet de Rochemont svájci francia politikus, diplomata (* 1755)
- 1852 – Puchner Antal Szaniszló császári és királyi lovassági tábornok (* 1779)
- 1886 – Bütner Károly magyar katolikus pap (* 1801)
- 1911 – Mednyánszky Dénes geológus, a selmeci akadémia igazgatója, az MTA levelező tagja (* 1830)
- 1915 – Gundel János magyar vendéglős (* 1844)
- 1916 – Eduard Strauss osztrák zeneszerző  (* 1835)
- 1922 – Kertész Kálmán zoológus, entomológus, az MTA tagja (* 1867)
- 1923 – Szekrényessy Kálmán dzsidáskapitány, a Balaton és a Boden-tó első átúszója, az első magyar sportlap-alapító, szerkesztő, író, több sportág hazai meghonosítója, a Magyar Testgyakorlók Köre (MTK) és számos sportklub alapítója, dísztagja és elnöke (* 1846)
- 1925 – Szergej Alekszandrovics Jeszenyin orosz lírai költő (27-én vagy 28-án felakasztotta magát) (* 1895)
- 1937 – Maurice Ravel francia zeneszerző (* 1875)
- 1959 – Ante Pavelić, a horvát usztasa mozgalom alapítója, a Független Horvát Állam vezetője (* 1889)
- 1963 – Paul Hindemith német hegedűművész, zeneszerző (* 1895)
- 1965 – Földy József magyar műfordító, klasszika-filológus (* 1881)
- 1965 – Justus Pál magyar társadalomtudományi író, költő, műfordító (* 1905)
- 1970 – Charles "Sonny" Liston amerikai nehézsúlyú ökölvívó (* 1932)
- 1972 – Zsidó Sándor magyar ügyvéd, országgyűlési képviselő (* 1897)
- 1976 – B. Szabó István kisgazdapárti politikus, miniszter  (* 1893)
- 1983 – Eugène Chaboud francia autóversenyző (* 1907)
- 1984 – Sam Peckinpah amerikai író, filmrendező (* 1925)
- 1988 – Szatmári István magyar színművész (* 1925)
- 1989 – Hermann Oberth erdélyi szász fizikus (* 1894)
- 1993 – Ruffy Péter magyar író, újságíró (* 1914)
- 1993 – William Shirer amerikai újságíró, történész szakíró, író (* 1904)
- 1995 – Gerbár Tibor Jászai Mari-díjas magyar színész, érdemes művész, a debreceni Csokonai Színház örökös tagja (* 1923)
- 2000 – Bod Teréz magyar színésznő (* 1926)
- 2004 – Susan Sontag amerikai írónő (* 1933)
- 2009 – Horváth Zoltán kosárlabdázó (* 1979)
- 2009 – James Owen Sullivan („The Rev”) dobos (* 1981)
- 2013 – Halton Arp amerikai csillagász, aki leginkább az ősrobbanás elméletének egyik kritikusaként vált ismertté (* 1927)
- 2015 – Lemmy Grammy-díjas angol énekes, basszusgitáros, dalszerző (* 1945)
- 2015 – Ian Murdock amerikai informatikus, a Debian megalkotója (* 1973)
- 2016 – Debbie Reynolds amerikai színésznő (Ének az esőben) (* 1932)
- 2018 – Ámosz Oz izraeli író, újságíró (* 1939)
- 2018 – Miklósházy Attila Castellum Minus-i címzetes püspök, az emigrációban élő magyar katolikusok nyugalmazott püspöke (* 1931)
- 2019 – Szőnyi Erzsébet Kossuth-díjas magyar zeneszerző, karvezető, zenepedagógus, a nemzet művésze (* 1924)
- 2020 – Buzás Bálint magyar zenész, zenetanár, zenekarvezető (* 1968)

## Nemzeti ünnepek, emléknapok, világnapok
→Sablonvita:Ünnepek/12-28:
- az aprószentek emléknapja a katolikus egyházban[1]
- Taksin király emléknapja Thaiföldön (1768-as trónra lépésének emlékére)[2]